# Vortex (Star Trek: Stanice Deep Space Nine)
Vortex (v anglickém originále Vortex) je v pořadí dvanáctá epizoda první sezóny seriálu Star Trek: Stanice Deep Space Nine.

## Příběh
Cizinec z kvadrantu gama se pokusí ukrást Quarkovi cennou věc, kterou chce koupit od miradornských dvojčat a jedno z nich přitom zabije. Odo ho zadrží a druhý Miradorn přísahá pomstu za smrt bratra. Cizinec se představí jako Croden a při rozhovoru s Odem tvrdí, že už se s lidmi jako on setkal. To upoutá Odovu pozornost. Crodenovy motivy jsou podezřelé a nikdy se o ničem nevyjádří jasně. Na jeho domovské planetě prý dříve měňavci byli, ale byli utlačováni a z planety vyhnáni. Možná ale prý ví o místě, kde stále žijí. Nechce však Odovi sdělit, jak se tam dostane, ale může ho tam dovést. Pak mu ukáže náhrdelník s kamenem, který umí měnit tvar.
Komandér Sisko a poručík Dax mezitím kontaktují Crodenovu domovskou planetu. Jeden z jejich vůdců, zjevně velmi xenofobní, požaduje Crodenovo vydání. Sisko mu odpoví, že ho přivezou runaboutem asi za 52 hodin. Croden tvrdí, že náhodou objevil nezmapovanou kolonii měňavců v mlhovině, kterou nazývá Vortex a že tam Oda může vzít. Sisko má ale jiné plány a nařídí Odovi dopravit Crodena zpět na jeho domovskou planetu. Runaboutu se podaří při odletu uniknout pozornosti Miradorna, který čeká na příležitost vykonat svou pomstu. Přinutí Quarka, aby mu přiznal, kam Croden míří.
Během cesty sděluje Croden další drobnosti o Vortexu, protože ví, jak moc chce Odo najít své lidi. Náhle na ně zaútočí Miradorn a nařídí Odovi vydat Crodena, jinak je zničí. Odo předá řízení lodi Crodenovi, který loď ukryje v mlhovině.
Aby runabout nebyl objeven, přistanou na jednom z asteroidů, o kterém Croden mluvil. Odo chce vědět, jestli aspoň něco z toho, co mu říkal, byla pravda. Croden přizná, že na jeho planetě se vyprávějí příběhy o měňavcích, ale že nikdy žádného nepotkal, ani neví, odkud pochází jeho náhrdelník. Na asteroidu je ale ukrytá jeho dcera ve stázové komoře, kterou potřeboval Croden vyzvednout. Při odletu z planety zavede Odo loď pronásledovatelů do mraku výbušného plynu, v němž je zničena. Croden se poté rozhodne zodpovídat se ze svých činů na své planetě a požádá Oda, aby se postaral o jeho dceru, ale Odo kontaktuje vulkánskou loď, která souhlasí, že vezme oba na Vulkán. Croden věnuje Odovi svůj náhrdelník jako poděkování za záchranu.

## Zajímavosti
- Při úniku před Miradornem pronese Odo větu: „Jsem bezpečnostní důstojník, ne bojový pilot“. Jde o odkaz na věty „Jsem doktor, ne…“, kterými byl pověstný doktor Leonard McCoy z původního seriálu Star Trek.